# 庭野孝之
庭野 孝之（にわの たかゆき、1977年 - ）は、日本の音楽家。音楽レーベル川越ニューサウンド代表。ダブエレクトロニクスを用いた即興演奏や制作・編集などを行い、演奏にはギターも使用。ソロ名義はTakayuki Niwano。またドローン/アンビエント・ハウス音楽ユニット「metaphoric」のメンバーとしても活動中。

## ディスコグラフィ
metaphoric
- confirmed lucky air（2010）
- nitiative sense plans（2011）

Takayuki Niwano（ソロ）
- Surrondly（2012）
- Elektricity（2014）
- Beatifically（2016）
- Loopdoles - 2009年制作の未発表音源集。Bandcamp限定リリース。（2017）
- Contemporally - 配信限定リリース。（2019）
- Kamakurash EP - 2003年制作の NEW BASICS、Strong Ageより同名曲シリーズを抜粋してまとめたEP。Bandcamp限定リリース。（2019）

DENNIS DENIMS
- DENNIS DENIMS（2013）
- livetourism（2015）